# Eva Gonda Rivera
Eva Gonda Rivera (Monterrey, Nuevo León; 17 de junio de  1934) es una empresaria mexicana.
Eva Gonda es considerada por la revista Forbes, desde 2013 hasta 2019, como la mujer más rica de México, así como la persona número 233 en riqueza en el mundo en 2019; desde 2013 se mantuvo en el puesto 232.

## Carrera
Gonda es la viuda de Eugenio Garza Lagüera, el expresidente de la compañía Fomento de Económico Mexicano (FEMSA). Junto con sus cuatro hijas Eva María, Bárbara, Mariana y Paulina Garza Lagüera Gonda controlan las acciones de esta compañía que se negocian tanto en la Bolsa Mexicana de Valores como en el New York Stock Exchange son dueños del 20 por ciento de FEMSA. Una de sus hijas, Eva María Garza Lagüera Gonda, está casada con José Antonio Fernández Carbajal, actual presidente de FEMSA.
Femsa basa sus negocios en la industria de las bebidas azucaras como Coca-Cola, en las tiendas de autoservicio Oxxo, También tiene acciones en la compañía holandesa Heineken al vender Cervecería Cuauhtémoc Moctezuma a Heineken se intercambiaron acciones.
De igual forma cuenta con 2034 farmacias en México Colombia y FEMSA Fomento Económico Mexicano SA también cuenta con 539 gasolineras oxxo gas.

## Vida personal
Contrajo nupcias con Eugenio Garza Lagüera el día 2 de mayo de 1957 en Monterrey, Nuevo León. Posteriormente tuvo 5 hijas: Eva María, nacida a las 7:30 horas del 5 de abril de 1958 en la Maternidad Conchita; Bárbara el 30 de diciembre de 1959; Daniela el 5 de noviembre de 1964, a las 16:00 horas en el Hospital Muguerza; Mariana el 26 de abril de 1970 y Paulina, nacida el 9 de marzo de 1972. Todas nacidas en Monterrey, Nuevo León.
Su hija Daniela Garza Lagüera Gonda falleció a las 16:30 horas del 6 de febrero de 1978, a la edad de 13 años, a causa de un shock traumático por contusión profunda de cráneo, provocado por un accidente automovilístico días antes de su defunción. Fue sepultada al día siguiente en el Mausoleo Isaac Garza del Panteón del Carmen en Monterrey, Nuevo León.